# Bradicardia
La bradicardia  (dal greco βραδύς, bradys = "lento" e καρδία, cardía = "cuore") o  brachicardia è una condizione definita come riduzione della frequenza cardiaca inferiore al valore di 60 battiti per minuto.

## Fisiologia
Può manifestarsi fisiologicamente negli sportivi (condizione denominata anche "cuore d'atleta") e talora negli anziani. In questi casi la frequenza cardiaca a riposo può essere inferiore ai 50 battiti al minuto.
Nel feto e nei neonati la frequenza cardiaca è fisiologicamente più elevata (110-160 bpm), per cui si parla di bradicardia fetale in caso di frequenza inferiore a 100 battiti al minuto. La frequenza cardiaca tende a ridursi con l'avanzare dell'età, raggiungendo verso i 12 anni quella tipica degli adulti.

### Il "cuore d'atleta"
La bradicardia degli atleti, denominata anche come "cuore d'atleta", è indotta da una frequente attività fisica. Tale effetto, storicamente attribuito a un'aumentata stimolazione da parte del nervo vago, è stato da alcuni associato alla corrente funny (corrente "pacemaker"): l'attività sportiva, soprattutto se molto intensa e continuata nel tempo, come avviene ad esempio per ciclisti e maratoneti, induce un rimodellamento del cuore, associato a un'alterata espressione dei canali ionici sodio/potassio del cuore (HCN4), compresi quelli del canale funny del nodo seno atriale.

## Patologia
La bradicardia va invece considerata come un'aritmia patologica in diversi casi:
- alcuni casi di bradicardia sinusale[4]
- aritmia sinusale[5]
- ritmo giunzionale[6]
- blocco atrioventricolare di II grado[7][8]
- blocco atrioventricolare di III grado[8]

### Patologie associate
La bradicardia può manifestarsi in caso di ipertensione endocranica.

## Sintomatologia
I sintomi sono correlati al ridotto apporto ematico all'organismo e possono manifestarsi come astenia, ipotensione, lipotimia, sincope, shock.

## Terapia
La bradicardia grave e di rapida insorgenza può richiedere un trattamento farmacologico d'urgenza (particolarmente con simpaticomimetici); nelle forme croniche (o nelle condizioni patologiche a rischio di bradicardia grave) può essere indicato l'impianto di un pacemaker.
Il trattamento della bradicardia dipende dal fatto che il quadro clinico sia stabile o instabile. Se la saturazione dell'ossigeno è bassa, occorre fornire ossigeno supplementare, specie nei bambini.